# Hans Eichler
Hans Eichler (* 18. Juli 1879 in Berlin; † 9. März 1956 in Kassel) war ein deutscher Bergassessor und Manager der Montanindustrie.

## Leben
Eichler studierte in Bochum und an der Philipps-Universität Marburg Bergbau. Am 9. November 1899 wurde er im Corps Teutonia zu Marburg recipiert. Er wechselte an die Technische Hochschule Berlin und bestand 1902 das Examen als Bergreferendar. Seit 1906 Bergassessor, war er zunächst im Staatsdienst tätig. Anschließend trat er ins Zechenmanagement über. Er wurde 1908 Bergwerksdirektor und 1916 stellvertretendes Vorstandsmitglied der Gelsenkirchener Bergwerks-AG. 1926 wurde er Vorstandsmitglied der Vereinigten Stahlwerke, in denen die Gelsenkirchener Bergwerks-AG (GBAG) durch Fusion als größter Einzelkonzern aufgegangen war. 1927 trat er von dem Vorstandsposten bei der GBAG zurück, um sich auf die Vorstandsaufgaben bei den Vereinigten Stahlwerken konzentrieren zu können. Nach dem Zweiten Weltkrieg lebte er in Kassel-Wilhelmshöhe. Verheiratet war er seit 1907 mit Bertha Metzmacher aus Dortmund. Aus der Ehe gingen zwei Söhne (Gerhard, Hansjürgen) und zwei Töchter hervor.